# Coptotettix tricarinatus
Coptotettix tricarinatus är en insektsart som beskrevs av Shishodia 1991. Coptotettix tricarinatus ingår i släktet Coptotettix och familjen torngräshoppor. Inga underarter finns listade i Catalogue of Life.